# Tachardiaephagus absonus
Tachardiaephagus absonus är en stekelart som beskrevs av Prinsloo 1977. Tachardiaephagus absonus ingår i släktet Tachardiaephagus och familjen sköldlussteklar. Inga underarter finns listade i Catalogue of Life.